# Moisés Blanchoud
Moisés Julio Blanchoud (Esperanza, Santa Fe, 4 de septiembre de 1923 - Santa Fe, 28 de febrero de 2016) fue un sacerdote católico argentino, segundo obispo de la diócesis de Río Cuarto y tercer arzobispo de Salta.

## Biografía
Hijo de José Blanchoud y Catalina Matjieu, estudió en el Seminario "Nuestra Señora de Guadalupe" de la ciudad de Santa Fe, donde realizó el bachillerato y estudió filosofía y teología. En el año 1947 fue ordenado sacerdote y fue destinado al mismo seminario, como prefecto de disciplina; también fue profesor y administrador del mismo. En el año 1954 fue nombrado cura párroco de la parroquia Santa Teresita del Niño Jesús, en la capital santafesina.
El 13 de febrero de 1960 fue creado obispo titular de Belali y obispo auxiliar de la diócesis de Río Cuarto por el papa Juan XXIII, siendo consagrado el 24 de abril de ese año en la ciudad de Santa Fe, en una ceremonia presidida por el arzobispo Nicolás Fasolino. El 6 de septiembre de 1962 fue elevado a la dignidad de obispo titular de Río Cuarto, tomando posesión oficialmente el 7 de marzo de 1963.
Participó en el Concilio Vaticano II. Durante su gestión como obispo de Río Cuarto fue fundador del Pequeño Cottolengo “Don Orione” de esa ciudad, de la sede local de Caritas y varias organizaciones tales como el Familiar Cristiano, el Movimiento de Cursillos de Cristiandad y la Liga de Madres de Familia.
El 7 de enero de 1984, el papa Juan Pablo II lo designó Arzobispo de Salta, tomando posesión del cargo el 31 de marzo de ese año.
En abril de 1987 le tocó recibir la primera visita de un papa —Juan Pablo II— a la ciudad de Salta, durante la cual pronunció una homilía sobre "El V Centenario de la Evangelización de América Latina".
Renunció meses después de cumplir los setenta y cinco años de edad, siéndole aceptada la renuncia el 7 de agosto de 1999. Fue sucedido en el cargo por Mons. Mario Antonio Cargnello. Se radicó en la ciudad de Santa Fe, donde se hizo cargo de la administración apostólica de la arquidiócesis de la ciudad durante unos meses en 2002 y 2003, entre la renuncia de Mons. Edgardo Gabriel Storni y la elevación de Mons. José María Arancedo. Desde entonces tenía la dignidad de Arzobispo Emérito de Salta y vivía en el Convento de Carmelo de San José y Santa Teresa.